# Nia Ali
Nia Sifaatihii Ali (* 23. Oktober 1988 in Philadelphia, Pennsylvania) ist eine US-amerikanische Leichtathletin, die sich auf den 100-Meter-Hürdenlauf spezialisiert hat. 2019 wurde sie in Doha Weltmeisterin über die 100 Meter Hürden.

## Karriere
Sie ist 1,70 m groß und hat ein Wettkampfgewicht von rund 65 kg. Ihren ersten internationalen Erfolg feierte Nia Ali im Jahr 2011, als sie bei der Universiade in Shenzhen mit mehr als zwei Zehntelsekunden Vorsprung die Goldmedaille über 100 Meter Hürden gewann.
Es folgten zwei weitere Goldmedaillen bei den Hallenweltmeisterschaften 2014 in Sopot und 2016 in Portland über 60 Meter Hürden. In Sopot lief sie mit 7,80 s persönliche Bestzeit und lag damit fünf Hundertstel vor der zweitplatzierten Australierin Sally Pearson. In Portland konnte sie mit 7,81 s ihre Leistung fast wiederholen, aber das Ergebnis war deutlich knapper: Ihre Landsfrau Brianna Rollins war nur eine einzige Hundertstel langsamer.
Auch an zwei Freiluftweltmeisterschaften nahm sie teil. 2013 in Moskau scheiterte sie im Halbfinale, 2017 in London kam sie auf Platz 8.
Ein weiterer Erfolg gelang ihr bei den Olympischen Spielen 2016 in Rio de Janeiro. Diesmal musste sie zwar Brianna Rollins den Vortritt lassen, aber ihre Zeit von 12,59 s reichte für den Gewinn der Silbermedaille vor der dritten Amerikanerin Kristi Castlin.
2019 feierte sie ihren größten Erfolg, als sie bei den Weltmeisterschaften in Doha die Goldmedaille gewann. Ali verzichtete im Jahr 2021 auf eine Teilnahme an den Olympischen Spielen in Tokio, da sie und ihr Mann es bevorzugten, ein drittes Kind zu bekommen. 2022 lag sie bei den Weltmeisterschaften in Eugene im Finallauf in Führung, stolperte aber auf der neunten Hürde und beendete den Lauf infolgedessen nicht. Bei den Weltmeisterschaften 2023 in Budapest erreichte sie mit einer Zeit von 12,78 s den achten Platz im 100-Meter-Hürdenlauf.
Seit ihrem ersten internationalen Auftritt im Jahr 2011 kam sie mehrfach unter die Top Ten der Weltbestenliste:
- 2011: Platz 8 (12,83 s)
- 2013: Platz 3 (12,48 s)
- 2016: Platz 4 (12,55 s)